# FAM98B
FAM98B (англ. Family with sequence similarity 98 member B) – білок, який кодується однойменним геном, розташованим у людей на 15-й хромосомі. Довжина поліпептидного ланцюга білка становить 330 амінокислот, а молекулярна маса — 37 191.
| 10         |  | 20         |  | 30         |  | 40         |  | 50         |
| ---------- |  | ---------- |  | ---------- |  | ---------- |  | ---------- |
| MRGPEPGPQP |  | TMEGDVLDTL |  | EALGYKGPLL |  | EEQALTKAAE |  | GGLSSPEFSE |
| LCIWLGSQIK |  | SLCNLEESIT |  | SAGRDDLESF |  | QLEISGFLKE |  | MACPYSVLIS |
| GDIKDRLKKK |  | EDCLKLLLFL |  | STELQASQIL |  | QNKKHKNSQL |  | DKNSEVYQEV |
| QAMFDTLGIP |  | KSTTSDIPHM |  | LNQVESKVKD |  | ILSKVQKNHV |  | GKPLLKMDLN |
| SEQAEQLERI |  | NDALSCEYEC |  | RRRMLMKRLD |  | VTVQSFGWSD |  | RAKVKTDDIA |
| RIYQPKRYAL |  | SPKTTITMAH |  | LLAAREDLSK |  | IIRTSSGTSR |  | EKTACAINKV |
| GVSFSTVENE |  | LMISYLMFLQ |  | ILVYFSFMSW |  |            |  |            |

A: Аланін

C: Цистеїн

D: Аспарагінова кислота

E: Глутамінова кислота

F: Фенілаланін

G: Гліцин

H: Гістидин

I: Ізолейцин

K: Лізин

L: Лейцин

M: Метіонін

N: Аспарагін

P: Пролін

Q: Глутамін

R: Аргінін

S: Серин

T: Треонін

V: Валін

W: Триптофан

Задіяний у такому біологічному процесі, як альтернативний сплайсинг. 
Локалізований у цитоплазмі, ядрі.